# Sciorahütte
Die Sciorahütte (italienisch Capanna di Sciora) ist eine Schutzhütte der Sektion Hoher Rohn des Schweizer Alpen-Clubs (SAC) in den Bernina-Alpen im Schweizer Kanton Graubünden.
Die Hütte liegt auf dem Gebiet der Gemeinde Bregaglia auf einer Höhe von 2118 m ü. M. im Val Bondasca. Vom August 2017 bis im Juli 2025 blieb die Hütte nach dem Bergsturz von Bondo geschlossen.

## Geschichte
Die alte Hütte wurde 1905 gebaut, brannte 1947 ab und wurde 1948 neu erstellt. 1986 wurde sie nach den Plänen von Jakob Eschenmoser umgebaut.
Infolge des Bergsturzes von Bondo wurden die Übergänge in das Val Bondasca und sämtliche dortigen Wander- und Bergwege und damit alle  Zustiege zur Hütte behördlich gesperrt. Die Hütte blieb geschlossen.
Nachdem die benachbarte Sasc-Furä-Hütte seit Juli 2019 von Bondo über einen neu angelegten Zustieg (T4) erreicht werden kann, gab es auch Bestrebungen, zur Sciorahütte einen neuen sicheren Zugangsweg zu schaffen. 2021 wurde der projektierte Weg mit voraussichtlichen Kosten von 1,15 Mio. CHF bewilligt. 2022 begann die Sammlung der nötigen Gelder. 2023 war die Finanzierung gesichert und wurde der Wegebau für das Jahr 2024 und die Wiedereröffnung der Hütte für 2025 vorgesehen. Die Hälfte der Kosten für den neuen Weg wurde für den Bau der Brücken aufgewendet; das Sponsoring-Modell sah ganze, halbe oder Viertel-Brücken vor, die vier Brücken waren bei deren Bau derart aufgeteilt mit dem Sponsoring eines bestimmten Bauwerks. 2024 wurden in einer Woche Fronarbeit die Schlafräume umgebaut, um danach neue 80 cm breite Matratzen anbieten zu können.
Bereits im April 2025 lagen Buchungen für die Hütte nach ihrer Wiedereröffnung im Juli 2025 vor.

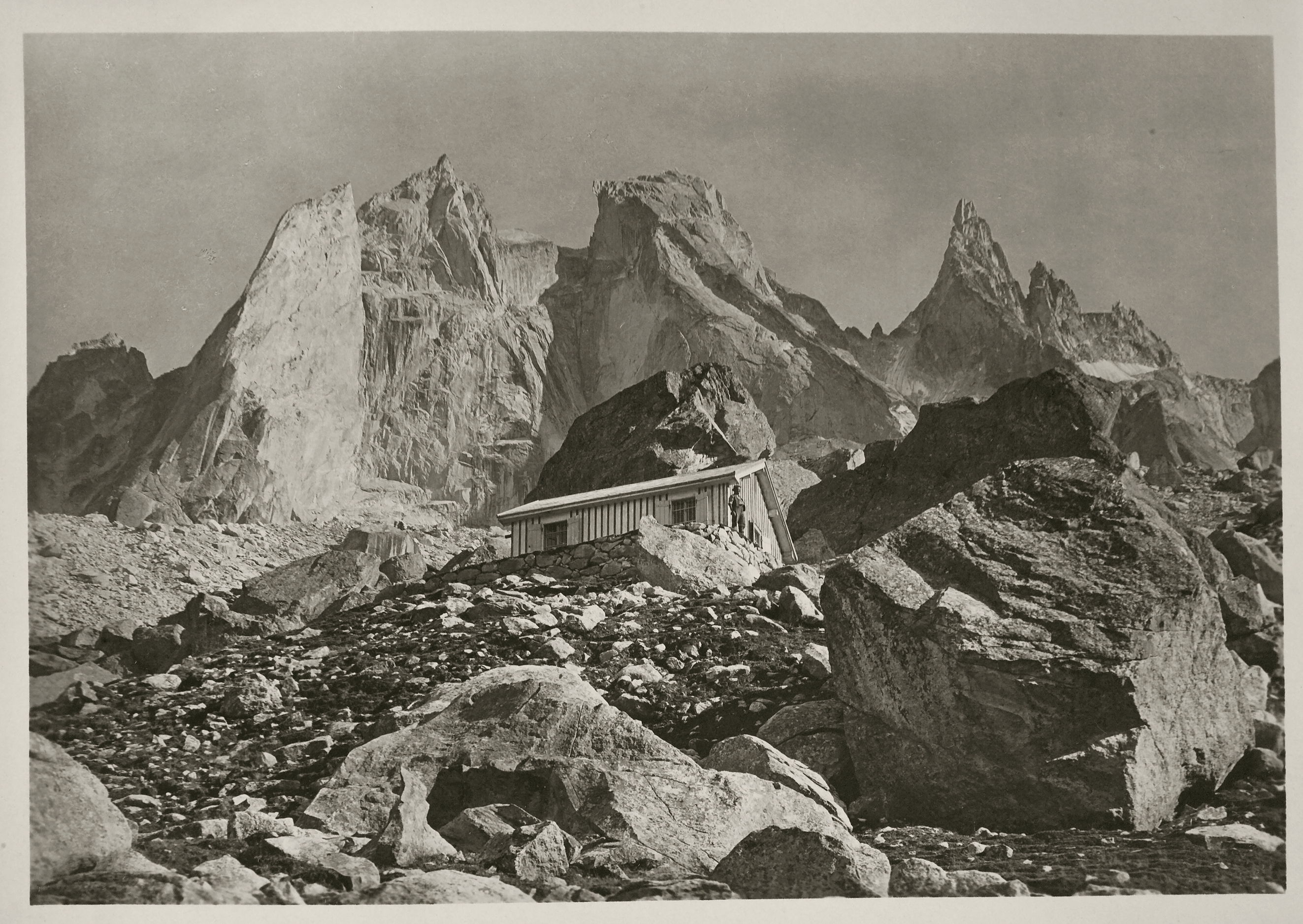
Alte Sciorahütte von 1905

## Übergänge
Der Weg nach Westen zur Sasc-Furä-Hütte (1904 m ü. M.) im hinteren Val Bondasca wurde beim grossen Cengalo-Bergsturz 2011 verschüttet und war seither wegen hoher Steinschlaggefahr gesperrt, konnte aber nach wie vor auf eigene Gefahr begangen werden. Beim folgenden noch grösseren Bergsturz von Bondo 2017 wurden vermutlich acht Bergsteiger verschüttet, zwei dürften am Weg zur Sasc-Furä-Hütte gewesen sein. Ein Weg existiert nicht mehr.
Der Übergang zur Capanna da l’Albigna über die Cacciabella wurde vor der Wiedereröffnung 2025 erneuert.